# Single Ladies (Put a Ring on It)
〈Single Ladies (Put a Ring on It)〉는 미국의 가수 비욘세의 노래로, 세 번째 정규 앨범 《I Am... Sasha Fierce》 (2008년)에 수록되어있다. 비욘세는 자신 본래의 모습과 성욕에 굶주린 무대에서의 모습인 또 다른 자아 사샤 피어스를 제일 잘 보여 주는 두 곡을 선택해 〈If I Were a Boy〉와 함께 리드 싱글로 2008년 10월 13일 컬럼비아 레코드를 통해 발매했다. 비욘세는 2008년 4월 제이Z와 자신이 비밀스럽게 치른 결혼식 중 대중들은 그저 제이Z와의 결혼식에만 관심을 가지며 화제가 된 것에서 영감을 얻어 'Single Ladies'를 작곡했다.
비욘세, 테리우스 "더-드림" 내쉬, 싸디스 하렐, 크리스토퍼 스튜어트가 작곡으로 참여한 〈Single Ladies〉는 댄스홀, 디스코, 바운스의 영향을 받은 댄스 팝, 알앤비 장르의 노래이다. 가사를 보면 여자 주인공이 클럽에서 그동안 남자친구와 완만하지 않은 관계를 맺어왔던 연을 끊고, 자신을 원하는 새로운 사랑을 찾겠다는 내용이다. 노래는 "If you like it then you should have put a ring on it(네가 좋아했다면 반지를 걸어줬어야 해)"라는 가사의 후렴구를 반복하며 남자친구를 지적한다. 평론가들은 대체로 긍정적인 평가를 내렸고, 일부에서는 비욘세의 2007년 싱글 〈Get Me Bodied〉와 비슷하다는 평을 했다. 〈Single Ladies〉는 그래미 상에서 올해의 노래, 최우수 알앤비 노래, 최우수 여자 알앤비 보컬 퍼포먼스를 수상했다. 이 외에 2008년부터 2010년에 걸쳐 여러 시상식에서 상을 받았으며, MTV 뉴스, "롤링 스톤", "타임지"에서 2008년 최고의 노래로 선정되었다. 또 전문가들이 선정한 2000년대 최고의 노래 순위에도 자주 포함되었다.
〈Single Ladies〉는 미국 빌보드 핫 100 차트에서 1위를 했으며 미국 음반 산업 협회(RIAA)로부터 쿼드러플 플래티넘 인증을 받았다. 2012년 10월까지 미국에서 500만 건 이상의 디지털 판매량을 올렸다. 또 오스트레일리아, 브라질, 캐나다, 아일랜드, 이탈리아, 뉴질랜드, 네덜란드, 스페인, 영국 차트에서 10위권에 진입했고, 많은 국가에서 멀티 플래티넘 인증을 받았다. 〈Single Ladies〉는 2009년 동안 610만 건의 디지털 판매량을 기록해 그 해 일곱 번째로 많이 팔린 싱글이다.
뮤직비디오 감독은 제이크 나바가 맡았으며, 뮤직 비디오는 흑백 화면으로만 촬영되었다. 안무는 1969년 보브 포스의 'Mexican Breakfast'에서 영감을 얻어 제이-세팅 스타일의 안무를 만들었다. 비디오는 세계적으로 인기를 얻어 패러디, 커버 되면서 인터넷 시대가 시작된 이후 "처음으로 온 주요 댄스 열풍"이라고 칭해졌다. 댄스 패러디는 2008년 11월 15일 "새터데이 나이트 라이브"(SNL)에서 처음으로 시작되었다. 비디오는 2009년 MTV 비디오 뮤직 어워드에서 올해의 비디오를 수상한 것을 포함해 수많은 시상식에서 수상을 했다. 비욘세는 여러 텔레비전 프로그램, 행사, 시상식, I Am... World Tour를 포함한 자신의 투어 등 많은 곳에서 라이브 공연을 선보였다. 또 케이티 페리, 라이자 미넬리, 사라 바렐리스, 효린을 포함해 많은 가수들이 커버했고, 여러 대중 매체에서 사용되었다.

## 배경 및 발매

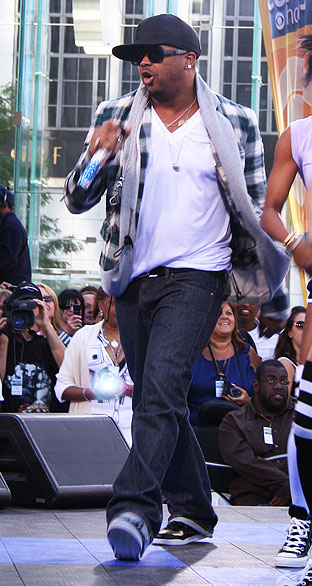
'Single Ladies'의 프로듀서 더-드림

'Single Ladies (Put a Ring on It)'의 작곡 및 작사는 비욘세 놀스, 크리스토퍼 스튜어트, 더-드림, 싸디스 하렐가, 테리우스 내쉬가 맡았고, 프로듀서는 더-드림과 트리키 스튜어트가 맡았다. 2008년 4월 비욘세는 캘리포니아주 버뱅크의 더붐붐룸 스튜디오에서 녹음을 했고, 랜디 우르반스키와 앤드류의 지원하에 제이캔 조슈아와 데이브 펜사도가 믹싱을 맡았다. 2008년 4월 더-드림은 힙합 음악가 제이-지와 비욘세의 비밀 결혼식 이후 영감을 얻어 'Single Ladies' 작곡을 계획했다. 스튜어트는 'Single Ladies (Put a Ring on It)'가 녹음을 할 때 결혼반지를 끼지 않으면서까지 결혼식 비밀을 지키던 와중 "비욘세와 제이-지가 결혼식에 과정에서 공개한 유일한 정보"라고 말했다. 더-드림은 비욘세가 결혼을 하면서 제이-지와의 관계가 많은 사람들에게 영향을 끼친 것에서 많은 영감을 받았다. "빌보드"와의 인터뷰에서 비욘세는 화제의 보편성으로 노래에 접근했다고 말하며 이슈에 대해 "사람들은 논란에 대한 말을 원하고 매우 열광적이다"고 말했다. 이후 비욘세는 장난식으로 'Single Ladies'는 업템포 노래이며, 여성이 매일 경험하는 문제에 대한 것이라고 공개했다.
비욘세는 'Single Ladies'에서 I Am... Sasha Fierce의 두 번째 파트에서 볼 수 있는 자신의 또 다른 자아 사샤 피어스를 표현했다. 사샤 피어스와 비욘세 본래 모습을 제일 잘 표현한 두 곡 'Single Ladies'와 'If I Were a Boy'를 리드 싱글로 동시에 발매했다. 앨범도 두 개로 디스크를 나눠 각각 발라드와 업템포 트랙들을 수록했고, 이러한 전략은 앨범의 주제를 더 강화했다. 두 싱글은 2008년 10월 8일 미국 라디오를 통해 처음으로 선보였다. 'Single Ladies'는 뉴욕 라디오 방송국 Power 105.1에서 메인스트림 어반으로 공개되었다. 두 싱글은 2008년 10월 12일 리드믹 컨템포러리 라디오 플레이목록에 추가되었는데, 'If I Were a Boy'는 컨템포러리 히트 라디오로 분류된 반면에 'Single Ladies'는 같은 날 어반 컨템포러리 플레이목록으로 보내졌다. 2008년 7월 11일 두 노래는 오스트레일리아, 뉴질랜드, 독일에서 더블 A-사이드 형식으로 발매되었다. 2009년 2월 10일 미국에서는 댄스 리믹스 버전이 발매되었고, 유럽에서는 2009년 2월 16일 같은 형식으로 발매되었다. 원래 영국에서는 발매할 계획이 없었지만 많은 인기와 디지털 다운로드수가 증가하면서 영국 싱글 차트 10위권에 진입하기까지 했다. 그 결과 2009년 2월 16일 CD 싱글, 디지털 다운로드로만 발매된 댄스 리믹스가 발매되었다.

## 작곡과 작사

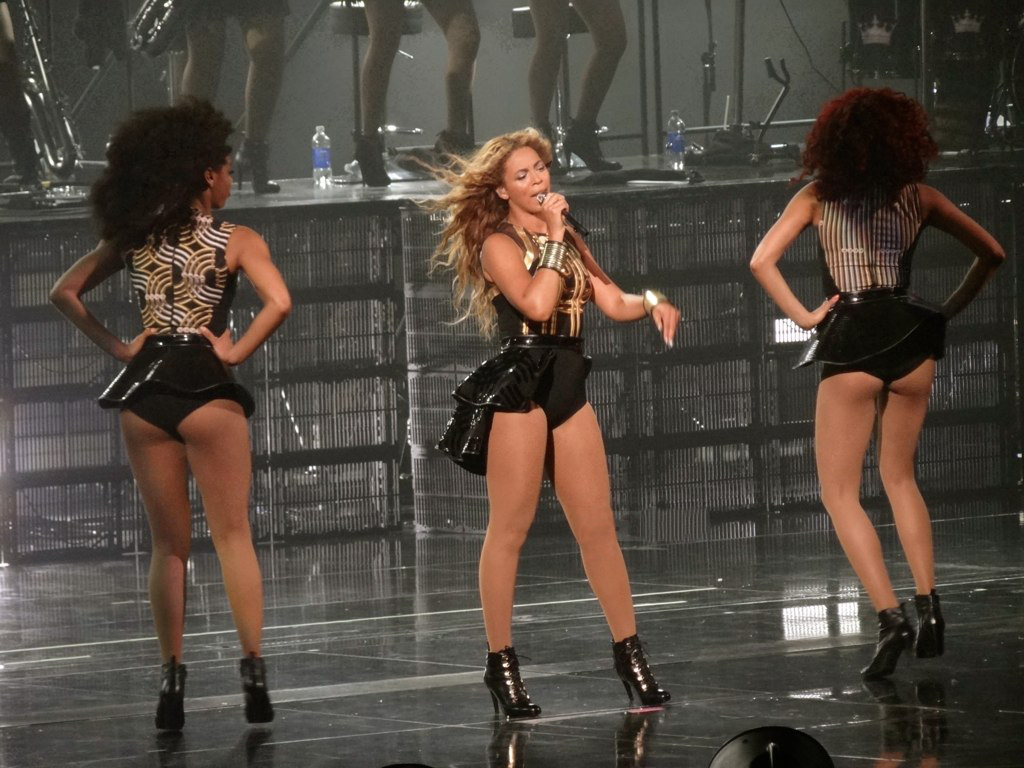
2013년 The Mrs. Carter Show World Tour에서 'Single Ladies' 공연 중의 비욘세와 댄서들.

'Single Ladies'는 업비트 댄스 팝 장르이다 댄스홀, 디스코, 바운스의 영향을 받은 알앤비 장르의 노래이다. 박자는 4분의 4박자로, 스타카토 바운스를 기반으로 한 박수, 모스 부호에서 온 삐 소리, 배경에는 높은 휘파람 소리를 사용해 아주 효과적이고 체계적인 비트를 만들었다. 또 소리의 확대와 축소를 반복하며 간격을 두고 사용한 베이스드럼, 키보드, 신디사이저를 포함한 기악법을 사용했는데, CBS 뉴스의 사라 리스는 빽빽한 리듬을 선택하지 않은 이러한 비트는 놀라울 정도로 가볍다고 소개했다. 소니/ATV 뮤직 퍼블리싱에서 공개한 노래에 대한 정보를 보면 'Single Ladies'는 96 비트 퍼 미닛으로, 보통 빠르기의 리듬으로 진행되며 E 장조로 작곡되었다고 한다. 파♯3에서 레5를 오가는 비욘세의 보컬 다양성도 있다고 설명했다. 후렴구에서는 Bdim–C–Bdim–Am, 구절에는 미 코드 프로그레이션을 가지고 있다. "워싱턴 포스트"의 J. 프리덤 듀락은 "폭넓은 보컬"이 노래의 특징이라고 했다.
'Single Ladies'는 비욘세의 2007년 싱글인 'Get Me Bodied'와 음악적으로 비슷하다는 평을 받아왔다. "올뮤직"의 앤디 켈먼은 두 노래가 "대단히 비슷하다"고 말했다. 스튜어트와 하렐은 잡지 "피플"과의 인터뷰에서 두 노래의 비슷한 리듬에 대해 "비욘세는 대응했다"고 말했다. "로스앤젤레스 타임스"의 앤 파워스는 'Irreplaceable' (2006)의 주제이기도 했던 여성의 권한에 대한 주제가 확대되었다고 보았고, "더 피닉스"의 다니엘 브로크만은 "모호한 대명사"의 사용은 2005년 비욘세의 싱글 "Check on It"과 유사하다고 말했다. 평론가들은 'Single Ladies'의 비트는 아프리카 검부트 댄스와 운동장에서 하는 두 줄 줄넘기 소리가 떠오른다고 했고, "타임"의 더글라스 울프도 비슷한 평가를 내렸다. "토론토 스타"의 트리쉬 크로포드는 'Single Ladies'는 "여성 권한에 대한 주장이 강하게 담겨있는 노래"라고 결론을 내렸고, 다른 음악 평론가들도 노래에 담겨있는 이러한 의미는 자주녀 팬층에게서 호소를 불러왔다고 덧붙였다. 또한 쓸모없는 남자친구와 헤어진 여성들을 위로해주는 노래라고 했다.
'Single Ladies'에서 비욘세는 공격적이고 관능적인 모습의 또 다른 자아 사샤 피어스를 보여줬다. "디지털 스파이"의 닉 레빈은 비욘세의 목소리에도 반항적인 태도의 모습 등을 드러내고 있다고 평가했다. 레빈의 말처럼 많은 평론가들이 "유쾌하면서도 건방진" 소리가 들린다고 썼다. 가사는 한 여성의 이별 후 처지를 반영하고 있다. 풍부한 기계음을 동반한 노래의 시작 부분은 콜 앤드 리스폰스가 사용되었는데, 비욘세가 "All the single ladies"라고 부르면 백그라운드 보컬이 다음 파트를 이어 부른다. 1절에서 비욘세는 "좋았던 3년 동안 눈물이 멈추지 않았지(cried tears for three good years)"라는 가사와 함께 불쌍한 처지를 나타내며 끝낸다. 이어 바람둥이를 올바르게 고쳐주고, 자신은 행복을 느끼고, 사랑하는 누군가와 함께 있는 것에 이전보다 더 시간을 쏟는다. 클럽에서 비욘세는 남자친구와 깨지고 그곳에서 새로운 사랑하는 사람을 만난다. 그러나 이전 남자친구는 헤어진 후에도 계속 지켜보고 있고, 노래에서 남자친구에게 돌아가지 않는다는 것을 보여준다. 비욘세는 마이너한 코드를 사용한 "If you like it then you should have put a ring on it ... Oh oh oh"와 같은 몇몇 후크를 사용한 코러스를 통해 노래에 나타내고 있다.
2절은 여성이 요구하는 것을 남자친구가 들어주지 않는다면 버린다는 내용으로, 전 남자친구에게 이미 기회가 있었지만 시도하지 않았으므로 여자가 다른 남자를 만난다고 해서 불평할 이유가 없다고 말해준다. 브릿지 부분에서는 여자가 자신을 원하는 새로운 사랑을 가지겠다고 단언하며, 노래 후반부에서 비욘세는 더 공격적인 보컬로 전개한다. 또 "And like a ghost I'll be gone"이라고 부르는 부분에 미들 에이트를 사용했다. 내셔널 퍼블릭 라디오의 프래니 캘리는 비욘세는 노래를 부를 때 세 번째 절이자 마지막 절에서 코러스로 노래를 부르는데, 비욘세의 목소리는 음악의 어디에나 존재한다고 말했다. 후반부에서 노래가 끝날때까지 전자음들이 쉴새없이 흘러나온다.

## 평가
'Single Ladies'는 반복되는 후렴구와 여성에 대한 주제로 많은 음악 평론가들로부터 긍정적인 평가를 받았다. "디지털 스파이"의 닉 레빈은 "조용히 있지 않겠다"며 특히 비트 부분에 있어 칭찬을 해줘야 한다고했다. The A.V. Club의 미켈란젤로 마토스는 "(곡이) 기막히게 좋다며 환상적인 프로덕션, 귀를 사로 잡는 후크 부분이 내 심장을 몇 주 동안이나 뛰게 했다"며 극찬했다. "로스앤젤레스 타임스"의 앤 파워 역시 "비욘세는 그 어떤 여성 가수보다 펑키한 예술을 이해할 줄 알고, 리드미컬하게 노래 부르는 것을 아는 가수의 표본이다"라고 말하며 노래의 전반적인 작곡과 코러스에서 깊은 인상을 받았다고 평가했다. BBC 온라인의 프레이저 매캘핀은 "Ring the Alarm" (2006) 이후 비욘세 최고의 노래로 꼽으며 "탄탄한 기반을 제공해 놀랍도록 익숙하다"고 후렴구에 대해 칭찬을 했다. "가디언"의 알렉시스 페트리디스는 마이너 코드를 사용해 위협하는 분위기를 조성했다고 평가했다. The Phoenix의 다니엘 브로크만은 "모호한 대명사(It)"의 사용을 칭찬했고, "앨범의 디스크를 두 개로 나눈 것은 이중인격을 나타내기 위한 단순한 눈속임을 떠나 음악적 성격을 효과적으로 나타냈다"고 리뷰했다.
Jam!의 대릴 스터댄은 싱글로써 자격이 있다고 말하며, "실제로 지금까지 해왔던 비욘세의 댄스 넘버같은 소리다"라고 평가했다. CBC 뉴스의 사라 리스는 비욘세를 대표할만한 최고의 노래인데, "듣는 즉시 중독될 것이며 탄력있는 페더급 선수와 같은 댄스 팝 노래"라고 비유했다. 더 나아가 비욘세의 "수많은 팝 동료들은 오토튠 유행에 따라 남용하는 것"과 대조적으로 비욘세는 "자연스럽게 음색이 변화되며, 실제로 무언가를 가르고 약간의 균열을 생기게 할 것 같은 목소리"라고 말했다. "타임"의 더글라스 울프는 'Single Ladies'는 비욘세의 기교와 "사람들이 반지 없이 손을 머리 위로 들어 함께 흔들도록 하는 개성있는 무대 장악력"으로 노래를 따라 부르게 한다는 것을 입증했다고 덧붙였다. "더 뉴요커"의 사샤 프레레존스는 "해결되지 않았지만, 결코 피로하지도 않은" 감정과 소리가 뒤섞였다고 했다. 울프는 일반적으로 승리감이 넘치는 곡이며 비욘세의 보컬은 순수하고 희미한 빛같다고 결론을 지었다. "올뮤직"의 앤디 켈먼과 "페이스트"의 제시카 수아레즈는 I Am... Sasha Fierce에서 제일 뛰어난 곡 중 하나로 뽑으며 'Get Me Bodied'와 유사하다고 잡지에 썼다. "이즘"의 조이슬도 "사실, 곡 자체로만 보자면 전작의 'Get Me Bodied'처럼 이제껏 해왔던 것들과 크게 다르지 않다"며 유사성을 말했다.
평론가들은 곡의 댄스 비트를 칭찬했는데, PopMatters의 콜린 맥과이어는 'Single Ladies'를 비욘세 최고의 댄스 트랙 중 하나라며 호평했다. Spence D. of IGN 뮤직의 스펜스 D.는 "이 곡이 카리브 풍의 느낌을 담고 있으며 춤을 즐기지 않는 사람도 엉덩이를 흔들며 흥에 취해 목으로 리듬을 탈 정도"라고 설명했다. "휴스턴크로니클"의 조이 게라는 "엉덩이를 흔들게 하는 클럽" 노래라는 점에서 "Check on It"과 비슷하다고 했다. "엔터테인먼트 위클리"의 레아 그린블랫은 'Single Ladies'는 "애인에게 걷어차이고 높은 줄넘기를 하는 것이 섞인 아찔한 뛰기"같다고 썼다. "워싱턴 포스트"의 아담 마즈매니안은 비욘세는 "진심으로 반항적이며 독립적인 목소리"로 무대에서 노래를 부를 때 여자들로부터 지지 받을 수 있도록 계획했다고 리뷰했다. 반면 어떤 평론가들은 'Single Ladies'로부터 별로 감명받지 못했다는 평을 내놓았는데 일례로 "빌보드"의 마리엘 콘세프시온은 "평범하게 쿵쿵거리고 귀에 거슬리는 소리를 내는 노래"라고 리뷰했다. The Observer의 아담 마테라는 'Single Ladies'와 "Diva"는 여장남자의 잠재적인 기원이자 영감이 되는 곡이라고 보았다. 그러나 "슬랜트 매거진"의 살 신케마니는 B'Day의 "잔존물"일뿐이라며 비판했다.

### 성과
"롤링 스톤"은 'Single Ladies'를 2008년 올해 최고의 노래로 뽑으며 "비트는 활기가 넘쳐 거부할 수 없고, 보컬 후크는 격렬하면서도 진면목을 보여준다"고 설명했다. 2009년 독자들을 대상으로 조사한 2000년대 최고의 노래 두 번째에 선정되었고, "롤링 스톤" 평론가들이 선정한 2000년대 최고의 노래 100 순위 중 50위에 선정되었다. MTV 뉴스의 2008년 최고의 노래 2위에 선정되었고, 제임스 몽고메리는 "내가 상상도 못 할 정도로 지나치게 활동적이고 과장되었다. 노래는 한 편의 서사시같기도 하며 섹시하고 심지어 약간 슬프기까지 하다"고 말했다. "비욘세가 이와 같은 싱글을 다시 발매할 확률은 절대 없다"고 몽고메리는 결론을 내렸다. "타임"의 평론가 조쉬 타이랜지엘은 "빠르게 중독된다"고 설명하며 2008년 최고의 노래 7위에 선정했다. 같은 잡지의 더글라스 울프는 자신이 뽑은 역사상 최고의 노래 100 순위 중 9위에 선정했다. "스타펄스"에서는 2000년대 가장 위대한 노래 탑 10곡을 발표했고, 'Single Ladies'는 심사위원들에게 미국적이란 곡이란 점에서 높은 점수를 받으며 10위에 올랐다.
Eye Weekly의 평론가들이 선정한 2008년 최고의 싱글 순위에서 'Single Ladies'는 6위에 선정되었으며, About.com의 마크 에드워드 네로가 뽑은 2008년 최고의 알앤비 노래 순위에서 6위에 선정되었다. "빌리지 보이스"의 연말 Pazz & Jop 싱글 목록에서 'Single Ladies'는 2008년에는 3위, 2009년에는 40위에 올랐다. 게다가 Maurice Joshua Club Mix 버전도 2008년에 443위로 목록에 올라갔다. 블랙 엔터테인먼트 텔레비전 (BET)이 선정한 2000년대 최고의 노래 목록에도 이름을 올렸다. "보스턴 글로브"의 사라 로만은 지난 10년간 가장 매력적인 노래 4위에 선정하며 "비욘세는 리어타드와 함께 간단하게 꾸밈으로써 하나의 섹시하면서도 구식 느낌이 나는 패키지를 만들어냈다. 뮤직비디오는 전 세계에 춤과 유튜브의 패러디 열풍을 일으켰다"고 썼다. VH1의 2000년대 가장 위대한 노래 100위 순위에도 16위에 올랐다. 척 클로스터맨의 2009년 책 Eating the Dinosaur에서 "주장하건대 도시의 처녀 파티를 노린 명백한 첫 노래이다"라며 'Single Ladies'에 대해 썼다.

### 수상
'Single Ladies'는 제52회 그래미 상에서 올해의 노래, 최우수 알앤비 노래 그리고 올해의 여자 알앤비 보컬 퍼포먼스 상까지 세 개의 부문을 석권했다. 2009 키드 초이스 어워즈에서 페버리티 송을 수상받았고, 2009 소울 트레인 뮤직 어워드에서 올해의 노래상, 그리고 2009 틴 초이스 어워드에서는 최우수 알앤비 노래를 수상했다. 2009년 미국음악저작권협회 (ASCAP)의 27회 ASCAP 팝 뮤직 어워드에서는 올해의 노래 중 하나로 선정되었다. 2009년 NAACP 이미지 어워드에서 최우수 노래 부문에, 2009 퍼미우스 오예! 어워드에서는 "올해의 레코드" 부문 후보로 지명되었다. 또한 2009 소울 트레인 뮤직 어워드에서 올해의 레코드, 2009 BET 어워드의 뷰어스 초이스상, 2009 국제 댄스 뮤직 어워드의 최우수 알앤비/어반 댄스 트랙, 2010 월드 뮤직 어워드의 최우수 월드 싱글 부문 후보로 지명되었다.

## 차트 성과

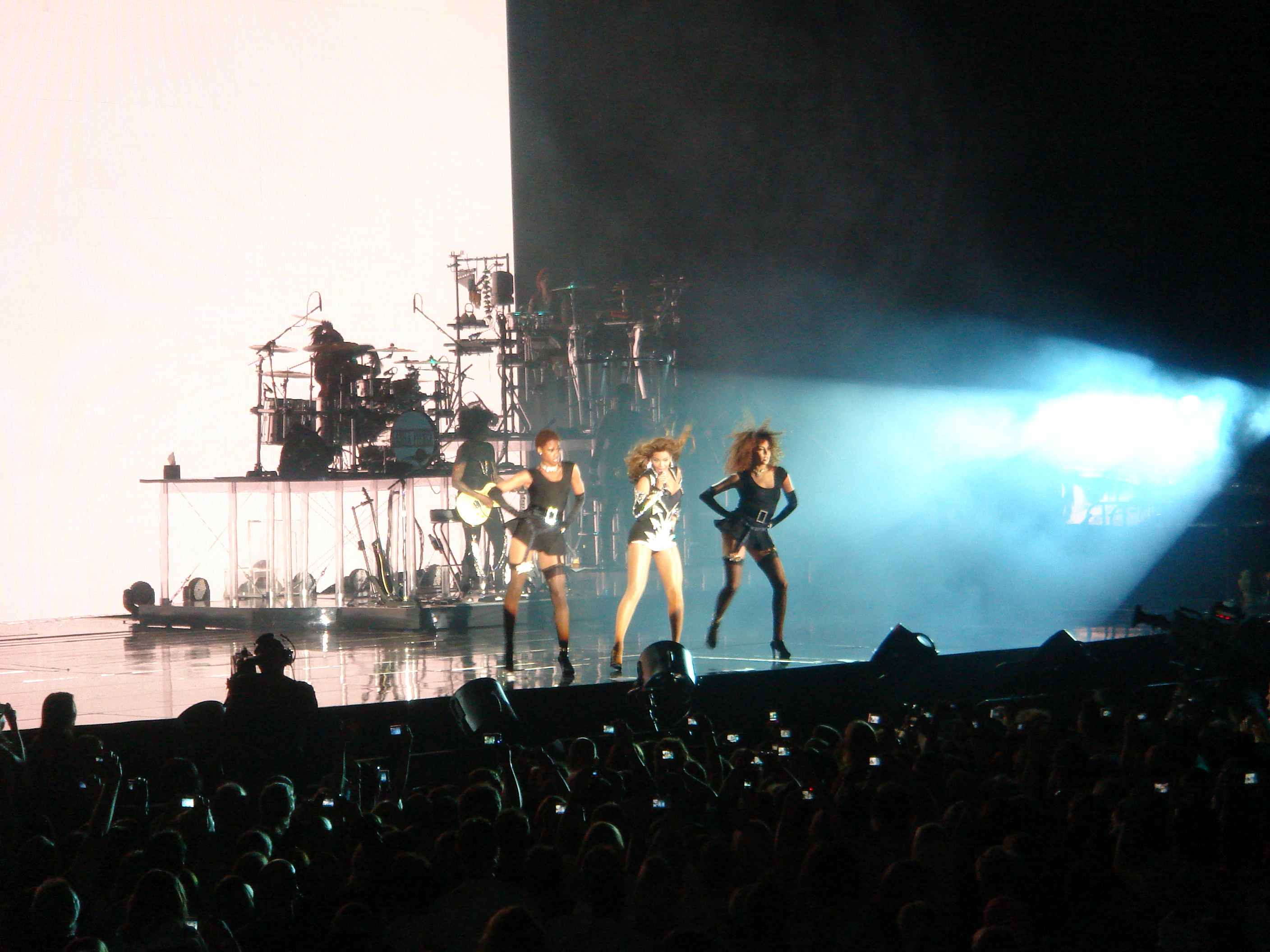
2009년 5월 8일 베를린에 열린 I Am... Tour에서 'Single Ladies' 공연 중의 비욘세.

'Single Ladies'는 2008년 11월 1일 자 빌보드 핫 100 차트에 72위로 데뷔했다. 2008년 12월 6일 자 핫 100 차트에서 28위에서 2위로 상승했으며, 204,000건의 디지털 다운로드 건수를 올려 핫 디지털 송스 1위에 올랐다. 이로 인해 핫 디지털 송스 차트 10위권에 진입한 비욘세의 다섯 번째 노래가 되었다. 'If I Were a Boy'가 핫 100 차트 3위에 머무르고 있던 같은 주 'Single Ladies'도 5위권에 진입하면서 비욘세는 빌보드 핫 100 5위권에 두 개의 노래를 동시에 진입시킨 일곱 번째 여자 가수가 되었다. 그다음 주 228,000건의 다운로드 수를 기록하면서 'Single Ladies'는 핫 100 1위에 올랐고, 비욘세의 다섯 번째 1위 곡이 되었다. 그 결과 핫 100 차트에서 가장 많은 1위 곡을 보유한 여자 가수 순위 중 올리비아 뉴튼 존, 바브라 스트라이샌드와 함께 공동 6위로 올라섰다.
노래는 비연속 4주 동안 정상에 차트 머물렀고, 마지막 4주차 1위 당시 전주보다 157% 상승한 382,000만 건의 디지털 판매량을 기록하며 가장 높은 주간 판매량을 보였다. 핫 100 에어플레이 차트에서도 1위에 올랐고, 2009년 1월 15일에는 1억 47,300,000만의 라디오방송량을 기록했다. 핫 알앤비/힙합 송 차트에서도 1위를 했고, 12주 연속 정상을 지켰다. 팝 송 차트, 핫 댄스 클럽 플레이 차트에서도 1위를 했고, 팝 100 차트에서는 2위까지 올라갔다. 'Single Ladies'는 400만 건 이상의 디지털 판매를 하면서 미국 음반 산업 협회 (RIAA)로부터 4× 플래티넘 인증을 받았다. 2012년 10월 닐슨 사운드스캔에 따르면 미국에서 5,000,000만 건이 넘는 디지털 판매량을 올렸다.
'Single Ladies'는 2008년 11월 29일 자 캐나디안 핫 100 차트 81위로 데뷔했다. 2009년 1월 24일 진입 9주차에 2위로 상승했고, 캐나다 음반 산업 협회 (CRIA)로부터 더블 플래티넘 인증을 받았다. 영국 싱글 차트에서는 최고 7위까지 올라갔고, 112주 동안 차트에 머물렀다. 영국 알앤비 차트에서도 1위를 하며 더블 A-사이드 'If I Were a Boy'와 함께 성공을 거뒀다. 2009년 10월 23일 'Single Ladies'는 40만 건 이상의 출하량으로 영국 음반 산업 협회 (BPI)로부터 골드 인증을 받았다. 영국에서 2013년 7월까지 690,000만 건이 팔리고 있다. 아일랜드 싱글 차트에서는 최고 4위까지 올라가 20주 동안 차트에 머물렀고, 재팬 핫 100에서는 25위까지 올라갔다. 오스트레일리아에서는 ARIA 싱글 차트 최고 5위까지 올랐고, 210,000만 건의 출하량을 기록하면서 오스트레일리아 음반 산업 협회(ARIA)로부터 트리플 플래티넘 인증을 받았다. 뉴질랜드 싱글 차트에서는 최고 2위까지 올라갔고, 15,000만 건의 출하량을 기록하면서 뉴질랜드 음반 산업 협회 (RIANZ)로부터 플래티넘 인증을 받았다. 이 외에 여러 유럽 국가 차트에 진입했으며, 유러피안 핫 100 싱글 차트에서 20위까지 올라갔다. 네덜란드, 이탈리아, 스페인에서 10위권에 진입했고, 벨기에 (플랑드르와 왈로니아), 헝가리, 노르웨이, 스웨덴, 스위스에서는 40위권에 진입했다. 'Single Ladies'는 2009년 세계에서 일곱 번째로 많이 팔린 디지털 싱글로, 세계적으로 610만 건 이상을 팔았다.

## 뮤직비디오

### 배경과 컨셉
'Single Ladies'는 'If I Were a Boy' 뮤직비디오 촬영 직후 서로 다른 개성을 보이기 위해 바로 촬영에 돌입했다. 뮤직비디오는 이전에 "Crazy in Love"와 "Beautiful Liar" 작업을 했던 제이크 나바 감독이 맡아 뉴욕에서 흑백으로 촬영이 진행되었다. 뮤직비디오에서 안무는 프랑크 갯슨과 JaQuel Knight가 맡았고, 제이-세팅(J-Setting) 스타일의 안무를 포함하고 있다. 뮤직비디오는 2008년 10월 13일 MTV의 "토탈 리퀘스트 쇼"에서 처음 선보였고, 'If I Were a Boy'의 컨셉과는 전혀 다른 컨셉이란걸 확실히 보여줬다. 같은 날 뮤직비디오는 주요 콘텐츠에 공개되었고, 나중에 비욘세의 리믹스 앨범이자 비디오 앨범 Above and Beyoncé와 I Am... Sasha Fierce의 플래티넘 에디션에 수록되었다.

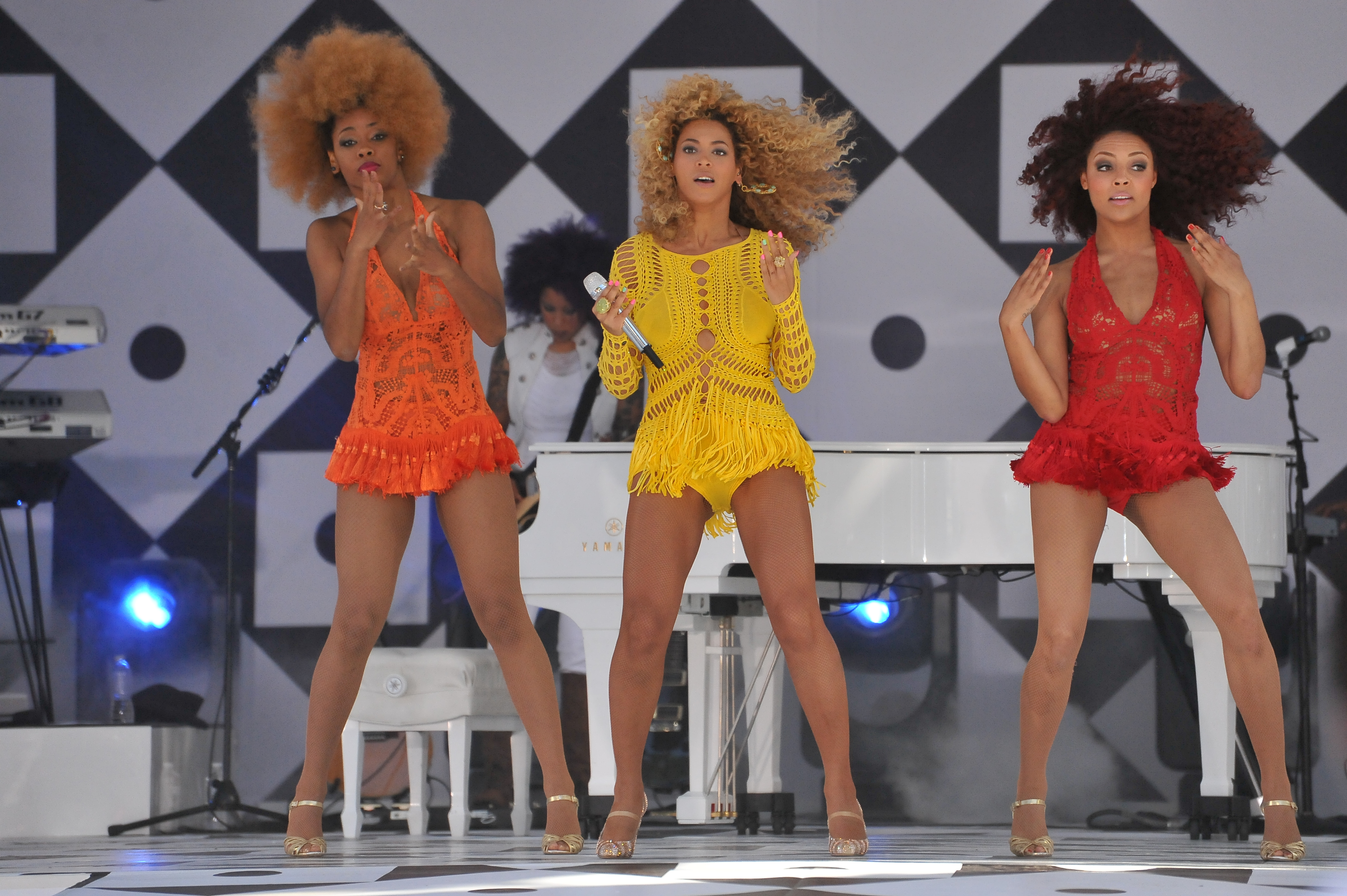
2011년 "굿모닝 아메리카"에서 'Single Ladies' 공연 중인 비욘세.

비욘세는 뮤직비디오에서 두 여성과 함께 춤을 추는 컨셉에 대한 영향을 1969년 보브 포스의 부인 그웬 버돈이 보브의 노래 'Mexican Breakfast'를 "에드 설리번 쇼"에 출연해 선보인 공연을 보고 영향을 얻었다고 말했다. 'Mexican Breakfast'는 Unk가 "Walk It Out"이라는 제목의 노래로 리믹스해 선보여 인터넷에 화제가 되기도 했었다. 비욘세는 'Mexican Breakfast'처럼 비슷한 컨셉의 안무를 만들고 싶어했고, 결국 'Single Ladies'의 안무에 많은 영향을 줬다며 다음과 같이 말했다: 
나는 유튜브에서 그 비디오를 봤다. 댄서들이 평범한 배경에서 360도 돌며 춤을추고 있었고, 마치 학 같았다. 그리고 나는 "이것은 천재적이다"라고 말했고, 우리는 이 안무에 다운 사우스를 추가해 한 사람이 뭔가를 하지 않고 있으면 다른 사람이 다른 뭔가를 하고 있었고, 이것을 제이 세팅이라고 불렀다. 그래서 이상한 혼합물이 나왔는데, 이 춤은 어반 댄스처럼 매우 빈티지 하면서도 현대적이다.
비욘세는 매우 간단한 뮤직비디오 촬영을 하고 싶어했다. 이에 따라 특별한 촬영 기법도 동원하지 않았고 헤어스타일, 의상, 세트, 조명 변경 없이 한 가지로만 촬영되었다. JaQuel Knight에 따르면 당시 비욘세는 "훌륭하면서도 파워풀한" 느낌의 비디오를 찍고싶어 했다고 한다. 그리고 다른 사람들도 따라할 수 있도록 안무를 구성했다. 뮤직비디오는 세 파트로 나눠 하루 동안 촬영을 했다. 비디오 촬영은 약 12시간 동안 했다. 비디오 촬영할 당시 공연은 중단없이 계속했고, 한 카메라가 촬영한 것처럼 느낌을 주기 위해 편집했다. 스타일링은 이전에 "보그"에서 촬영했던 것을 참고했다. 그리고 사샤 피어스를 표현하기 위해 보석 디자이너 로레인 슈와츠가 손수 제작한 티타늄으로 만들어진 로보글러브를 이용했다. 이 로보글로브는 2008년 11월 8일 MTV 유럽 뮤직 어워드 레드카펫에서 제일 먼저 선보였다.

### 개요
'Single Ladies' 뮤직비디오는 비욘세의 또 다른 자아 사샤 피어스의 더 공격적이고 관능적인 모습을 강조했다. 그래서 레오타드 의상과 하이힐을 신었고, 비디오에 나오는 두 명의 여성 댄서인 에보니 윌리엄스와 애슐리 에버렛도 똑같은 의상을 입었다. 비욘세의 엄마 타냐 놀스는 미국의 뮤지컬 영화 "코러스 라인"과 "올댓재즈"를 보고 난 이후 비슷하게 하이컷 레오타드를 디자인했다. 댄스 루틴은 재즈, 탭, 힙합 등 많은 스타일들을 통합했고 제이-세팅을 대중화시켰으며, 화려하고 눈에 띄는 댄스 스타일로 많은 애틀랜타 아프리카계 미국인 게이 클럽과 잭슨 주립 대학교에서는 여성으로 이루어진 제이-세팅 공연단도 만들어졌다.
비디오의 특징으로는 비욘세와 두 여자 댄서들이 인피니티 코브 안에서 춤을 추는 동안 화면은 흑백으로 바뀌며 춤에 집중할 수 있도록 해준다. 비디오가 진행되는 내내 비욘세와 댄서들은 엉덩이와 다리를 흔들며 춤을 춘다. 그러나 주요 의도는 손가락과 반지로 사람들의 시선을 끄는 것으로, 손을 돌리다 이동하는 안무가 있다. 또한 댄서들이 벽에 올라가면서 내려오는 장면이 있는데, 안무가 프랭크 갓슨 Jr.에 의하면 셜리 맥클레인의 1969년 영화 "스위트 샤러티" 연기에 대한 헌정이라고한다. 마지막 장면은 비욘세가 손가락에 결혼반지를 달라는 모습으로 끝난다.

### 반응과 상

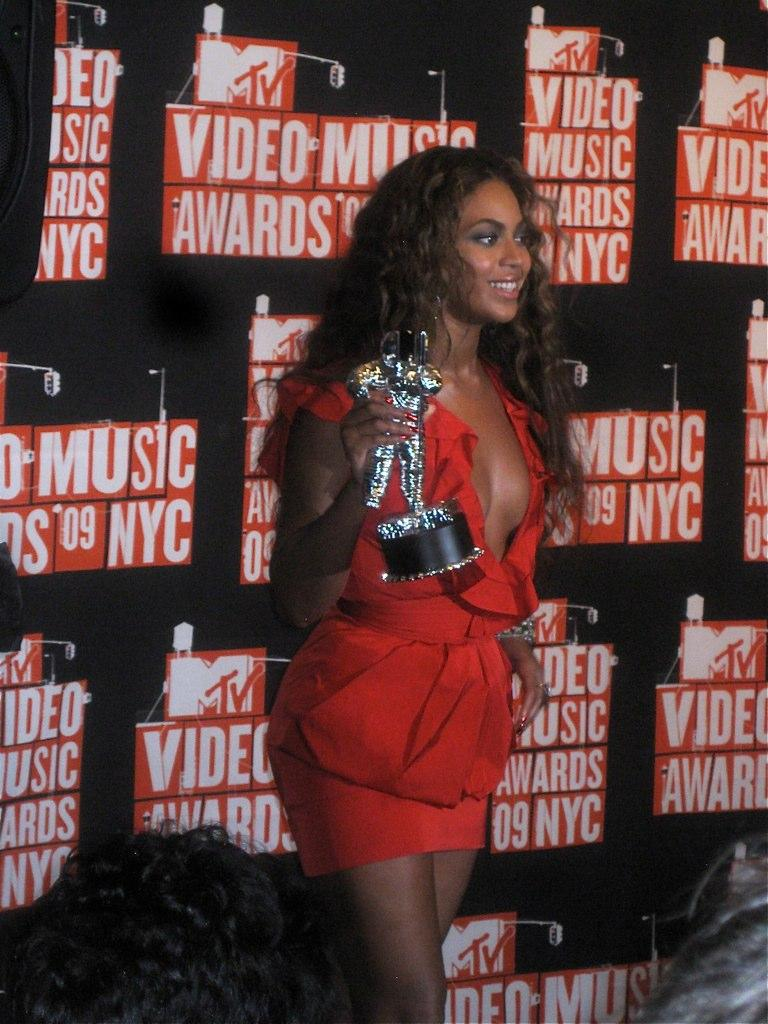
2009년 MTV 비디오 뮤직 어워드에서 비욘세.

'Single Ladies'의 뮤직비디오는 비욘세의 모든 비디오 중 제일 빠르고 저예산으로 만들어졌는데, 촬영이 시작되었을 때 비욘세는 "더 상징적이고 중요하면서도 특별하게" 만들고 싶었다고 한다. 이 비디오는 댄스 열풍을 만들어내면서 세계적으로 수천만 개의 패러디 동영상들이 올라왔는데, 대부분 유튜브를 통해 게시되었다. MTV와의 인터뷰에서 비욘세는 대중들의 반응에 대해 고맙다고 밝히며 여러 개의 패러디 동영상을 보면서 많은 시간을 소비했다고 말했다. 감독이였던 제이크 나바 또한 비디오가 좋은 반응을 얻은 것이 매우 놀라웠다고 하며, 적으면서도 많은 비디오의 절제미가 성공을 가져왔다고 말했다. Eye Weekly의 챈들러 르박과의 인터뷰에서 토론토 감독 스콧 커드모어는 신세대들에게 뮤직비디오를 만드는 방법에 영향을 줬다고 말했다. 커드모어는 뮤직비디오가 대중매체로써 "대중의 시선으로부터 멀어지고 있다"고 믿고 있었지만, 'Single Ladies'의 유행과 함께 다시 부흥할 것이며, 사람들은 "뮤직비디오에 담겨있는 예술때문에 비디오를 통해 봐야겠다고 자각 할 것이다"라며 의견을 말했다.
뮤직비디오는 많은 시상식에서 여러 개의 상을 받았다. 2008년 Popjustice 독자들에게 조사한 최고의 안무로 선정되었고, 2009 MTV 비디오 뮤직 어워드에서 올해의 비디오, 최우수 안무, 최우수 편집상을 받았다. 또한 2009 MTV 유럽 뮤직 어워드, 2009 모보 어워즈, 2009 BET 어워드에서 최우수 비디오상을 수상했다. 'Single Ladies' 뮤직비디오는 가장 많은 후보로 지명되었는데, Popjustice 여론조사 최고의 비디오를 포함해 4부문, 2009 MTV 비디오 뮤직 어워드에서는 세 개의 수상을 포함한 9부문, 2009 머취뮤직 비디오 어워드의 최우수 국제 아티스트 비디오(레이디 가가의 "Poker Face"가 수상), NAACP 이미지 어워드의 아웃츠스탠팅 뮤직비디오, 2009 MTV 오스트레일리아 어워드의 최우수 비디오와 최우수 무비 두 부문에 걸쳐 후보로 올랐다. 또 BET의 Notarized: Top 100 Videos of 2008 목록에 4위로 선정되었고, VH1의 2009년 탑 40 비디오에서 3위에 선정되었다. 음악 웹사이트 MUZU TV의 2000년대 최고의 뮤직비디오 중 하나로도 뽑혔고, "빌보드" 독자들이 선정한 2000년대 최고의 뮤직비디오 5위로 뽑혔다. "타임"의 클레어 서드다스는 역사상 최고의 뮤직비디오 30위에 포함하며 "때때로 최고의 작품은 단순한 법이다"라고 기사를 썼다. 2013년 E! Online 존 분과 제니퍼 케이티는 비욘세 최고의 뮤직비디오 10개를 선정했는데, 'Single Ladies'를 1위에 선정하며 "이 비디오는 성적매력을 보이기 위한 모든 것을 갖추고 있다. 어떤 하나의 빈 방을 제외하고 비욘세는 어떠한것도 필요로 하지 않는다. 이 비디오는 춤, 리어타드, 사나움에 대한 것이 전부이다. 그리고 장대하다"고 썼다. 뮤직비디오는 10,000건의 판매를 기록해 CRIA로부터 플래티넘 인증을 받았다.

### 카니예게이트 사건
'Single Ladies'는 MTV 비디오 뮤직 어워드에서 9부문에 후보로 올랐고, 최종적으로 올해의 비디오를 포함한 3개의 상을 수상했다. 최우수 여자 비디오 부문에서는 컨트리 팝 가수인 테일러 스위프트의 "You Belong with Me"가 받았는데, 시상식 도중 논란이 일었다. 스위프트가 수상하고 나서 수상소감을 말할 때, 갑자기 카니예 웨스트가 나와 마이크를 뺏어 "역사상 최고의 뮤직비디오 중 하나는 'Single Ladies'"라고 말하며 수상소감을 중단시켰다. 이후 비욘세가 수상소감을 말할 때 데스티니스 차일드가 처음으로 비디오상을 받았을 당시의 추억이 떠오른다며 테일러 스위프트를 무대로 불러 못했던 소감을 말하게 해줬다. 카니예 웨스트는 이 행동 때문에 많은 비난을 받았고, 나중에 사과했다. 이 사건을 "카니예게이트"라고 부른다.

## 라이브 공연

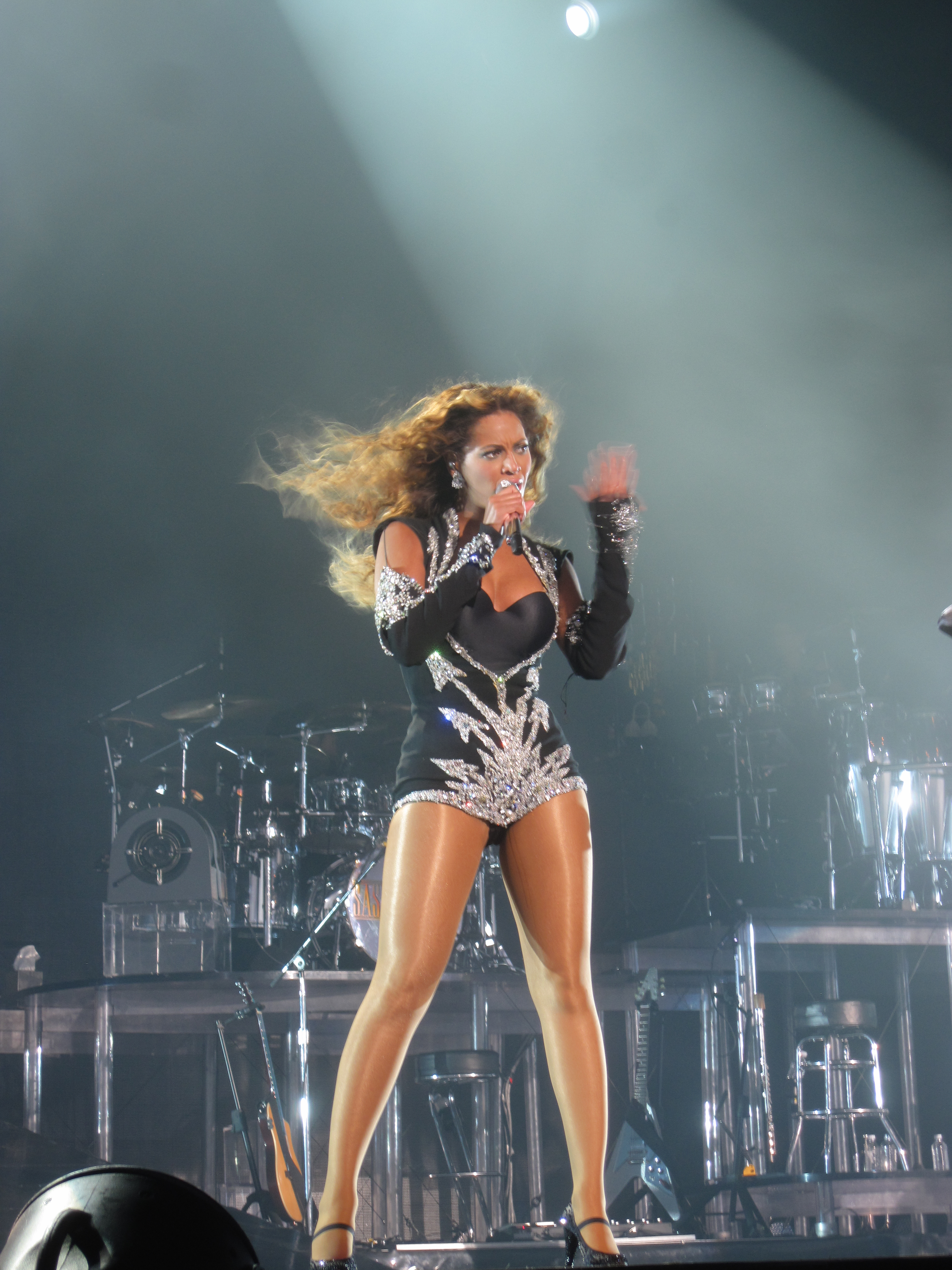
I Am... World Tour에서 'Single Ladies' 공연 중의 비욘세

비욘세는 2008년 10월 29일 뉴욕의 파워 105.1 라디오에서 주최한 콘서트에서 처음으로 'Single Ladies' 공연을 펼쳤고, 이후 시상식, 콘서트, 텔레비전쇼 등에 출연하면서 많은 공연을 펼친다. 모나코에서 열린 2008 월드 뮤직 어워드에서 비욘세는 로보글러브를 끼고 'Single Ladies' 공연을 했고, 코러스가 노래를 부르는 동안 글러브를 가리키며 보여줬다. 2008년 11월 15일에는 "새터데이 나이트 라이브"에 출연해 'Single Ladies' 공연을 했다. 또 노래의 뮤직비디오를 패러디하는 장면도 나왔는데, 팝 가수 저스틴 팀버레이크와 SNL 출연자 앤디 샘버그, 바비 모니한이 뮤직비디오에 나오는 여자 백댄서를 대신하는 역할로 나왔다. 2008년 11월 16일에는 "토탈 리퀘스트 라이브" 최종회에 나와 'If I Were a Boy', 'Single Ladies', "Crazy in Love" 공연을 연이어 했다. 11월 18일에는 106 & Park에서 공연을 했고, 11월 23일에는 2008 아메리칸 뮤직 어워드에서, 11월 25일에는 "엘런 디제너러스 쇼"에서, 11월 26일에는 "투데이쇼"에 출연해 록펠러 센터에서 공연을 했다. 2009년 1월 9일에는 "타이라 뱅크스 쇼"에 출연해 두 명의 남자 백댄서들과 'Single Ladies' 공연을 했다. 2009년 7월에는 로스앤젤레스 스테이플스 센터에서 콘서트를 가졌는데, 미국의 배우 톰 크루즈가 비욘세와 함께 'Single Ladies' 댄스를 선보였다. 2009년 9월 13일 열린 MTV 비디오 뮤직 어워드에서는 "싱글 레이디의 군대들"이라는 컨셉으로 'Single Ladies' 공연을 했다. 이날 공연은 "빌보드"가 실시한 여론조사 MTV 비디오 뮤직 어워드 역사상 가장 훌륭한 공연 7위에 선정되었다. 같은 잡지의 에리카 라미레즈는 비욘세의 가장 훌륭한 TV 퍼포먼스 순위 중 2위에 선정했다. 'Single Ladies'는 비욘세의 콘서트 I Am... Yours와 콘서트 투어 I Am... World Tour의 세트리스트로 포함되었다. 이후 라이브 앨범 I Am... Yours: An Intimate Performance at Wynn Las Vegas(2009)과 I Am... World Tour (2010)에 수록되었다. 2011년 6월 20일에는 프랑스 니스의 파라이스 니카이아라는 콘서트홀에서 분홍색 드레스를 입고 공연을 했다. 2011년 6월 26일에는 175,000만 명의 관중들이 모인 글래스톤베리 페스티벌에서 공연을 했다. 2011년 7월 1일에는 Summer Concert Series의 일환으로 "굿모닝 아메리카"에서 'Single Ladies'를 포함한 프리 콘서트를 가졌다. 2011년 8월 뉴욕 로즈랜드 볼룸에서 3,500명 규모의 소규모 콘서트 4 Intimate Nights with Beyonce를 가졌고, 밴드, 백보컬 더마마스가 모두 여자로 이루어진 상태에서 'Single Ladies' 공연을 했다. 2012년 5월에는 리벨 애틀랜틱 시티라는 호텔에서 열린 Revel Presents: Beyonce Live 중 마지막 세트리스트로 'Single Ladies'를 불렀다. "뉴욕 타임스"의 벤 래틀리프는 "콘서트의 최고조"는 언제나 'Single Ladies' 부분이라고 언급했다. MTV 뉴스의 레베카 토마스는 'Single Ladies' 안무는 노래의 테마인 여성의 권리를 참고했다고 했다. 2013년 2월 3일 비욘세는 슈퍼볼 XLVII 히프타임쇼 중 데스티니스 차일드의 전 멤버들과 함께 'Single Ladies' 공연을 했다. 또한 2013년 열리는 The Mrs. Carter Show World Tour의 세트리스트로 추가되었다. 2013년 6월 1일에는 차임 포 체인지 운동의 일환으로 런던 트위크넘 스타디움에서 열린 사운드 오브 체인지 라이브에 참여해 'Single Ladies' 공연을 했다.

## 문화적 영향
'Single Ladies'는 기억하기 쉬운 후크와 여성 권한에 대한 테마로 광범위한 인기를 얻었다. 평론가들은 여성의 권한을 주장하는 가사를 아레사 프랭클린의 'Respect', 글로리아 게이너의 'I Will Survive'와 비교했다. 뮤직비디오는 재즈 핸드와 함께 손을 비트는 복잡한 안무로 명성을 얻었다. 이 비디오는 "인터넷이 시작된 새천년의 첫 주요 댄스 열풍의 탄생"이라고 인정받고 있는데, 수많은 댄스 패러디를 만들어냈다. 야후!의 빌리 존슨은 'Single Ladies' 비디오가 2009년 음악 관련 바이러스 같은 최고의 히트를 쳤다고 말했다. MTV 뉴스의 제임스 몽고메리는 "뮤직비디오는 세계적 현상이 되었는데, 유튜브 세대를 위해 맞춤 제작한 것처럼 나타났다"고 말했다. 비디오의 하이라이트 부분은 안무가 JaQuel Knight가 만들었으며, 비디오는 제이-세팅을 대중들에게 알리고 주류 댄스 스타일로 끌어올렸다.
NPR의 All Things Considered와의 라디오 인터뷰에서 Knight는 사람들이 춤을 배우고 싶어하는 인기 있는 비디오가 되었다는 흥분을 공유하고 싶다고 전했다. "토론토 스타"의 트리쉬 크로포드는 "주로 남자 힙합 댄스"가 유행하던 시기인 2년 전 솔자 보이의 오래가지 못했던 댄스 열풍에 반해 어떻게 다양한 성별과 연령층에 어필했나 알아봤다. "걸음마를 막 시작한 아기들도 Single Ladies 춤을 안다. 그래서 레크레이션 센터의 댄스 강좌 수강생들, 여자 사교클럽 기숙사, 고등학교 치어리더 모두 춤을 배웠다"고 크로포드는 언급했다. 2009년 2월 컬럼비아 레코드는 'Single Ladies' 댄스 동영상 콘테스트를 개최하겠다고 발표했다. 본래 비디오에서 나오는 비욘세와 두 명의 댄서들이 추는 안무를 똑같이 따라한 18세 이상의 팬들이 초대되었다. 콘테스트 우승자 동영상은 라이브 앨범 I Am... World Tour에 수록되었다.

### 패러디

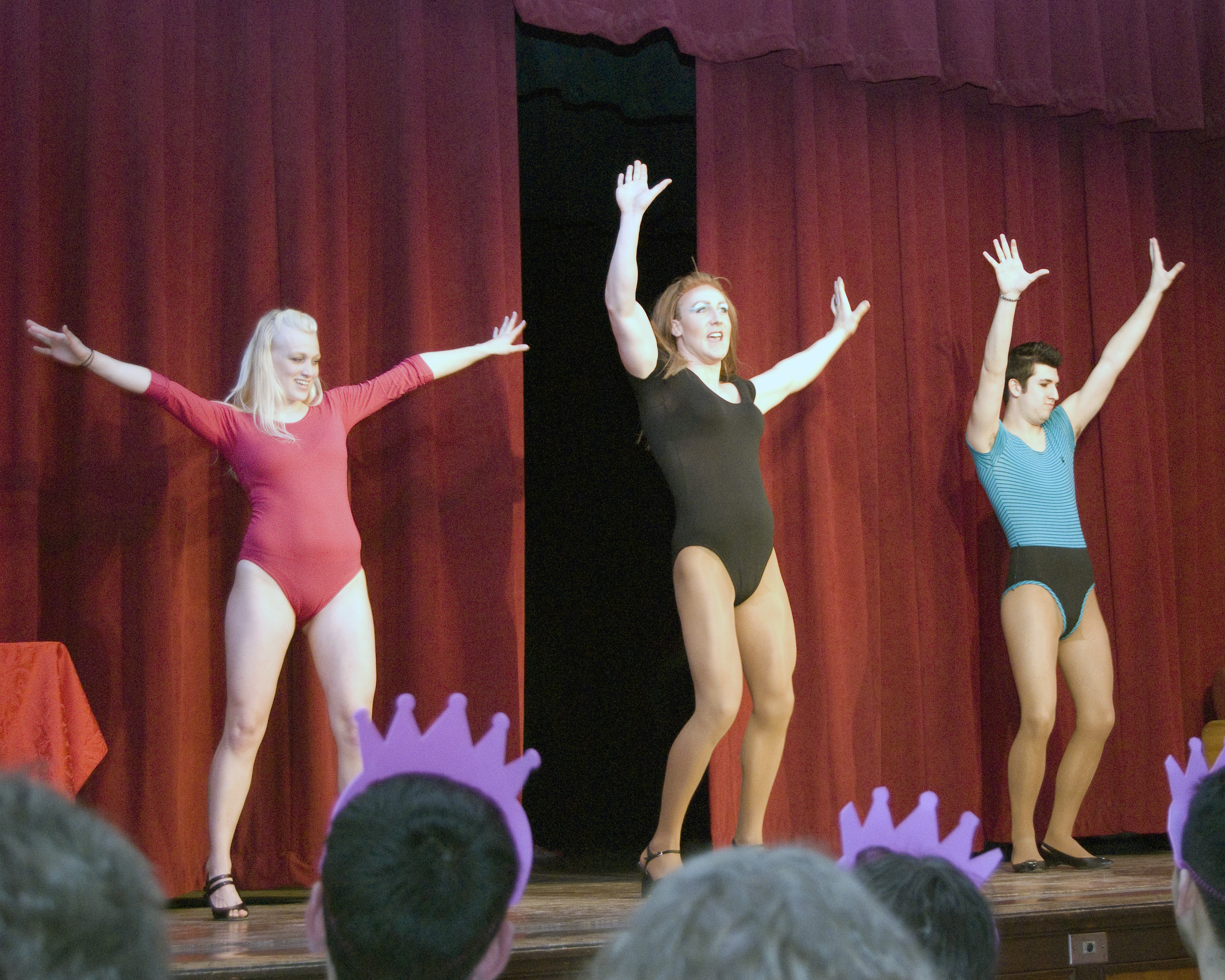
'Single Ladies'의 뮤직비디오는 드래그 쇼댄스에서 영감을 얻었다.

2008년 11월 15일 비욘세를 주인공으로 한 SNL 에피소드에서 'Single Ladies'는 처음으로 패러디되었다. 비욘세는 처음에 이 에피소드에 나가는 것을 꺼렸지만, 저스틴 팀버레이크가 대기실에 방문한 이후 출연하기로 했다. 비욘세의 안무가 프랭크 갓슨 주니어는 방송을 보고나서 복잡한 감정을 느꼈다며 다음과 같이 말했다: "저스틴은 훌륭한 댄서라는걸 알기 때문에 안무를 배웠더라면 하고 속상했지만, 정말 잘했다. 우리의 작품을 정치가와 대통령이 패러디하는 것처럼 역시 많은 시간을 들였을 것이다. 그 점에 있어서 나의 모자를 그들에게 벗어주고 싶다." 이후 팝 록 밴드 조나스 브라더스의 조 조나스는 유튜브에 검은 리어타드와 구두를 신고 댄스를 따라 하는 동영상을 올렸다. 아일랜드 팝 듀오 제드워드는 비욘세의 댄스 모습을 패러디한 커버 버전 "All the Small Things"를 발표했다. 2009년 4월 20일 런던에서 열린 트라이덴트 언랩드 행사에서 100명의 댄서들이 비욘세의 뮤직비디오 의상과 비슷한 리어타드와 구두를 신고 안무를 따라 했다. 2009년 11월 20일 피오나 브루스, 소피아 라워스, 케이트 실버톤, 수잔나 리드를 포함한 BBC 뉴스 앵커들이 검은색 밀리터리룩을 입고 'Single Ladies'를 췄다. 이후 "브리튼즈 갓 탤런트"의 세 번째 시리즈 우승자와 남자 뉴스앵커 동료인 빌 턴불, 밴 브라운, 니콜라스 오언, 찰리 스테이트도 함께 무대위에 올랐다. 이들은 영국의 캠페인인 Children In Need의 기금을 마련하기 위해 퍼포먼스를 펼쳤다.
뮤직비디오는 유튜브에 실제 뮤직비디오와 비슷하게 안무를 추는 영상을 올리는 많은 아마추어들에게 영감을 줬다. 샤인 메르카도의 바이럴 동영상은 사람들이 가장 많이 본 영상 중 하나로, "보니 헌트 쇼"에서 비키니 의상을 입고 안무를 춘 영상이다. 샤인의 다음 미디어 이벤트 미팅에는 비욘세도 함께했다. 유튜브에서 비욘세의 동영상은 인기가 많은 것으로 이미 알려졌었는데, 콘서트에서 노래 공연 도중 배경에 나오는 동영상은 대부분 유튜브에서 발췌한 것이다. 노스캐롤라이나주 샬럿의 96.1 The Beat AM 라디오로 유명해진 커비는 SNL에서 패러디 한 것을보고 따라 했다. 패러디 동영상이 유명해지자 비욘세를 만나게 되었고 애틀랜타에서 열리는 I Am... World Tour 공연 중 무대에 설 기회가 왔다. 또 아기들을 특징으로 한 'Single Ladies' 안무를 따라 하는 동영상이 유튜브에 많이 올라왔다. 뉴질랜드의 아기 코리 엘리엇은 텔레비전에서 비욘세가 춤을 추는 모습을 보고 따라했고, 여러 매체에서 중요하게 보도되었다. "타임"지의 평론가 댄 플레처는 코리의 비디오를 2009년 최고의 바이럴 비디오 4위에 선정하며 "어린아이들은 리듬과 반복을 가진 노래를 좋아하는데, 'Single Ladies'는 확실히 모든 것을 가지고 있다"고 말했다. 그러나 로스앤젤레스에서 열린 유튜브 바이럴 춤 경연 대회에서 7살 소녀가 'Single Ladies' 춤추는 것을 보고 사람들은 소녀의 댄스는 성적 매력으로 어필하려 한다며 논란을 일으켰다.
가수 존 레전드가 만든 비디오에서 미국의 대통령 버락 오바마가 와이프 미쉘 오바마와 함께 출연해 'Single Ladies'의 안무를 췄다. 또한 오바마는 취임식에서 노래 안무 중 하나인 손을 꼬는 동작을 잠시 했다. 이만 크로슨이라는 사람은 오바마를 닮은꼴로 유명한데, 'Single Ladies' 안무를 자신만의 버전으로 만들었다. 미국의 환경운동가이자 정치인 조 네이션과 미국의 배우 톰 행크스와 같이 잘 알려진 유명인들도 댄스를 따라 했다. DJ 웹스타와 짐 조나스의 "Dancin on Me" 뮤직비디오에서 'Single Ladies'를 모방한 세 명의 여자가 배경에서 춤을 추는 장면이 있다. 케이티 브랜드는 2010년 3월 12일 열린 자선 코믹 릴리프의 기금 모금을 위한 BBC One의 Let's Dance for Comic Relief에서 검은색 리어타드 의상과 골드글로브를 끼고 'Single Ladies' 공연을 펼쳤다. 제나 어시코비츠, 크리스 콜퍼, 헤더 모리스는 2011년 6월 열린 글리 라이브 콘서트에서 'Single Ladies' 댄스를 췄다. 아칸소주 리틀록에 있는 가이어스프링스제일침례교회의 음악목사는 합창단원들에게 'Single Ladies' 리믹스 버전으로 춤을 추면 주목을 끌 것이라며 "훌륭한 아이디어"라고 했다. 가이어스프링스제일침례교회의 음악목사 보조 신디 월커슨이 2011년 8월 29일 유튜브에 동영상을 올렸다. 싸이는 2013년 4월 13일에는 서울에서 열린 콘서트 해프닝 도중 빨간색 리어타드 의상과 부츠를신고 'Single Ladies'를 불렀고, 6월 16일에는 캐나다의 음악 시상식 머치 뮤직 비디오 어워즈에서 안무를 췄다. 슈퍼주니어의 신동, 동해, 은혁은 2010년부터 2011년까지 열린 자신들의 콘서트 투어 SUPER SHOW 3에서 'Single Ladies' 패러디 공연을 했다. 정주리와 레인보우는 2010년 2월 14일 MBC 설특집 "스타 댄스 대격돌 춤봤다!"에서 합동무대를 펼쳤다.

### 대중매체에서의 사용
'Single Ladies'는 텔레비전 쇼, 광고, 책을 포함해 여러 매체에서 사용되었다. "피플"지의 2009년 최고의 화제에서 클로에 카다시안, 킴 카다시안, 코트니 카다시안은 "가장 흥미로운 인물 25인" 순위 중 9위에 선정되었는데, 이 기사에서 'Single Ladies' 뮤지직비디오를 떠오르게 하는 리어타드 의상을입은 세 명의 여자가 있는 사진이 수반되었다. 또 "CSI: 마이애미", "쿠거 타운", "글리" 에피소드 2를 포함해 많은 텔레비전 프로그램에서 사용되었다. 영국에서 'Single Ladies'는 되네르 맛이 나는 영국식 컵라면 TV 광고에 삽입되었다. 만화책 "배트맨 더 브레이브" 33권에서는 원더우먼, 자타나, 바바라고든이 클럽에서 가라오케 버전으로 부르는 장면이 나온다. 'Single Ladies'와 "앤디 그리피스 쇼"를 매쉬 업한 비디오가 2010년 초 인터넷상에 퍼졌는데, 이 비디오는 2008년 말 파티 벤이 만들었다. 2010년 7월 미국에서 유엔에이즈프로그램 중 여성용 콘돔 인식 바꾸기 캠페인 슬로건으로 "Put a Ring on It"이 사용되었다.

### 커버 버전
여러 장르의 가수와 밴드들은 'Single Ladies'를 자신만의 스타일로 커버했다. 스코틀랜드 밴드 마마듀크 듀크는 2009년 4월 BBC 라디오 1 라이브 라운지 쇼에서 커버 버전을 선보였다. 2009년 10월 Live Lounge의 컴필레이션 음반 Radio 1's Live Lounge – Volume 4에 수록되었다. 오스트레일리아 가수 스탠 워커는 2009년 10월 "오스트레일리아 아이돌" 시즌 7에서 재즈 버전으로 바꿔 불렀다. 같은 해 뉴욕의 더 피에르에서 열린 빌보드 올해의 여성 오찬 행사 중 초등학교 그룹 PS22 코러스는 'Single Ladies'와 "Halo"를 커버했다. 2010년 3월 브로드웨이의 작은 극장 데임 에드나 에브리지에서 열린 쇼 "All About Me"에서 백댄서 그레고리 버틀러, 존 폴 마테오와 함께 새로운 버전의 공연을 선보였다. 이 버전은 제프 트위디와 영국의 싱어송라이터 알란 포우넬이 커버했다. "엔터테인먼트 위클리"의 사이먼 보직 레빈슨에 따르면 트위디는 'Single Ladies' 가사 몇 소절을 어쿠스틱 느낌으로 바꿔 불렀다고 한다. 또 노래의 안무 중 손을 흔드는 안무를 따라 했다. 잭 콩트와 나탈리 던으로 이루어진 미국의 인디 음악 듀오 폼플라무스는 'Single Ladies' 뮤직비디오를 던의 보컬과 콩트의 악기연주하는 모습을 분할 스크린으로 나눈 비디오로 커버했다. 콩트는 영화의 아방가르드 도그마 95에서 영감을 얻어 "오가닉 앤 로우" 음악이란걸 만들어 빠른 방법으로 비디오를 만들기 시작했다. 폼플라무스는 사람들로부터 더 반응을 얻기 위해 비디오의 노래로 'Single Ladies'를 선택했다.

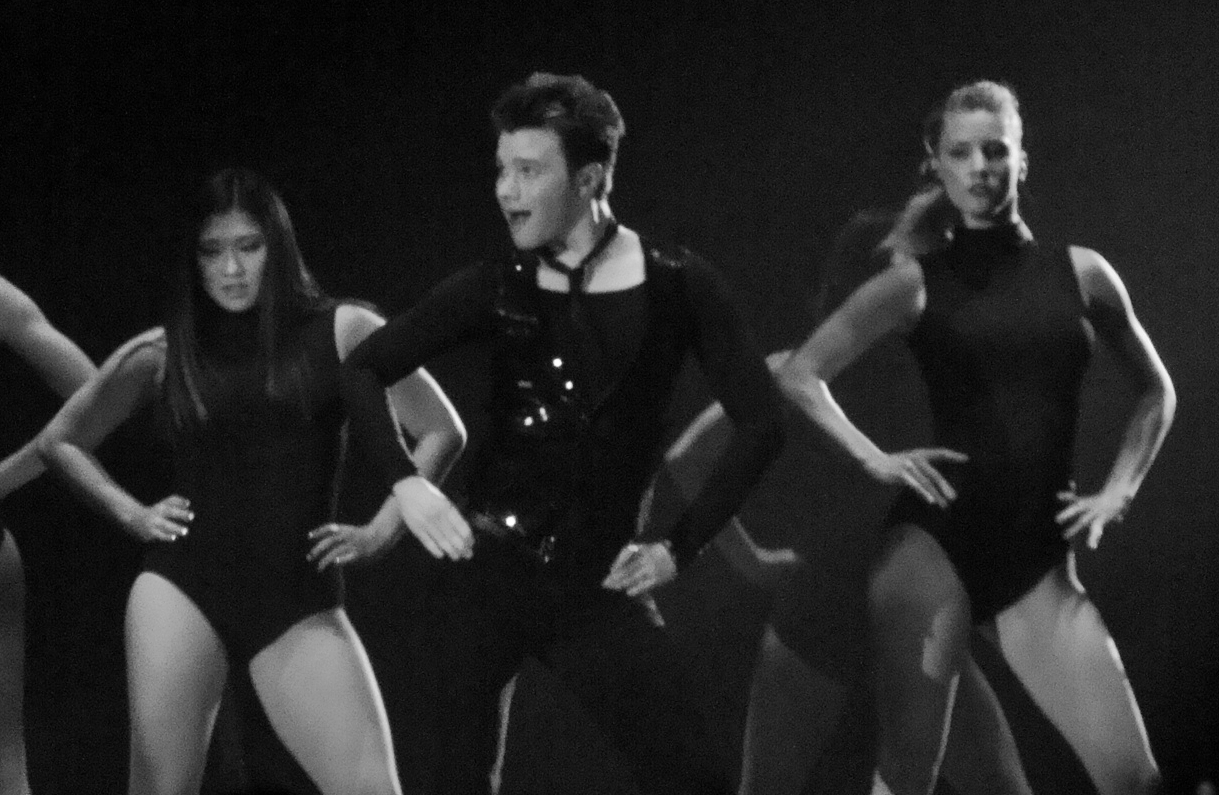
2011년 Glee Live! In Concert!에서 'Single Ladies' 공연 중인 제나 우슈코비츠, 크리스 콜퍼, 헤더 모리스

프린스는 뉴욕 매디슨 스퀘어 가든에서 열린 콘서트에서 'Single Ladies'를 샘플링해 1984년 프린스의 히트곡 "Pop Life", I Would Die For You"와 매시업해 공연했다. 케이티 페리는 2010년 8월 13일 오스트레일리아 멜버른에서 열린 투어 중 'Single Ladies' 공연을 했고 안무도 약간 선보였다. 영국의 클래식 음악 작곡가 마크앤서니 터니지는 "Hammered Out"이라는 제목의 노래를 작곡했는데, 터니지는 "지금까지 작품 중 가장 알앤비스러운 노래"라고 말하며 노래를 좋아하는 자신의 어린 아이들이 이번 작품에 'Single Ladies'를 참조하게 한 동기라고 밝혔다. "Hammered Out"의 공연은 2010년 8월 27일 BBC 프롬스에서 처음으로 했다. 사라 바렐리스는 빌보드의 "매쉬업 먼데이즈"의 일환으로 커버 버전을 선보였고, 자신의 투어 2010 Lilith Fair Tour의 세트리스트로 올렸다. 빌보드 평론가는 'Single Ladies'에 "피아노 팝"을 올려 놓으며 "느린 베이스라인과 보컬 하모니가 어우러져 느린 재즈 같은 트랙이 만들어졌다"고 평가했다. 미국의 록 밴드 어 로켓 투 더 문은 'Single Ladies'를 커버해 2010년 10월 발매된 EP 앨범 The Rainy Day Sessions에 수록했다. 대한민국의 가수 효린은 "가족 버라이어티 꽃다발"에서 안무와 노래 모두 불렀고, 이후 "세바퀴"를 포함해 여러 곳에서 'Single Ladies'를 선보였다.
2010년 9월 26일 "더 엑스팩터 오스트레일리아" 시즌 2 참가자 여성 듀오 카리즈마는 자신들만의 버전으로 바꿔 불렀고, 2011년 5월 31일에는 "더 엑스팩터 프랑스" 시즌2 참가자 매튜 레이먼드 바커가 노래를 불렀다. 2011년 5월 25일 "아메리칸 아이돌" 시즌 10의 마지막 라운드에서 여성 참가자들이 'Single Ladies' 공연을 펼쳤다. 'Single Ladies'는 영화 "앨빈과 슈퍼밴드 2"에 나오는 다람쥐 가수 더 치펫스에 의해 커버되었고 영화의 사운드트랙에도 수록되었다. 치펫스는 세 마리의 다람쥐로 이루어져 있는데, 제니스 카맨이 모든 부분을 녹음했다. 치펫스는 영화에서 보브 포스 스타일의 안무를 보여줬다. 야후! 뮤직의 빌리 존슨은 처음 영화를 봣을 때 "최고의 'Single Ladies' 패러디 중 하나임이 틀림없다. 다람쥐들이 노래를 불렀다는 것만으로도 가치 있다"고 말했다. 영화 "섹스 앤 더 시티 2"에서는 미국의 가수이자 배우 라이자 미넬리가 커버 공연을 했다. 2011년 10월 18일 영 맨 소사이어티는 "더 엑스팩터 오스트레일리아" 시즌 3에서 'Single Ladies'를 불렀다.

## 포맷과 트랙 리스트
| - 오스트레일리아, 독일, 뉴질랜드 CD 싱글 및 다운로드 1. "If I Were a Boy" – 4:08 2. "Single Ladies (Put a Ring on It)" – 3:13 - 미국 댄스 리믹스 1. "Single Ladies (Put a Ring on It)" (Dave Audé Club Remix) – 8:20 2. "Single Ladies (Put a Ring on It)" (Karmatronic Club Remix) – 5:54 3. "Single Ladies (Put a Ring on It)" (RedTop Club Remix) – 6:52 4. "Single Ladies (Put a Ring on It)" (DJ Escape & Tony Coluccio Club Remix) – 6:54 5. "Single Ladies (Put a Ring on It)" (Lost Daze Dating Service Club Remix) – 6:47 6. "Single Ladies (Put a Ring on It)" (Craig C's Master Blaster Club Remix) – 8:19 | - 영국 CD 싱글 1. "Single Ladies (Put a Ring on It)" – 3:13 2. "Single Ladies (Put a Ring on It)" (RedTop Remix Radio Edit) – 3:33 - 영국 및 유럽 리믹스 다운로드 1. "Single Ladies (Put a Ring on It)" (Redtop Remix – Dance Remix) – 3:33 2. "Single Ladies (Put a Ring on It)" (My Digital Enemy Remix) – 6:38 3. "Single Ladies (Put a Ring on It)" (Olli Collins & Fred Portelli Remix) – 7:40 4. "Single Ladies (Put a Ring on It)" (Dave Audé Remix Club Version) – 8:20 5. "Single Ladies (Put a Ring on It)" (The Japanese Popstars Remix) – 7:46 6. "Single Ladies (Put a Ring on It)" – 3:13 |

## 크레딧 및 인원
I Am... Sasha Fierce 앨범에 적혀있는 크레딧을 참고한 것이다.
| - 짐 카루아나 – 보컬 녹음 - 싸디스 "쿡" 하렐 – 녹음, 작곡 - 제이센 조슈아 – 믹싱 - 비욘세 놀스 – 보컬, 보컬 프로듀서, 프로듀서, 작곡 - 데이브 펜사도 – 믹싱 | - 테리우스 "더-드림" 내쉬 – 프로듀서, 작곡 - 크리스토퍼 "트리키" 스튜어트 – 프로듀서, 작곡 - 브리안 "비-루브" 토마스 – 녹음기 - 랜디 어반스키 – 믹싱 보조 - 앤드류 웹퍼 – 믹싱 보조 |

## 차트
| 차트 (2008–11)                   | 최고 순위 |
| -------------------------------- | --------- |
| 오스트레일리아 싱글 차트         | 5         |
| 오스트레일리아 어반 싱글 차트    | 2         |
| 벨기에 싱글 차트 (플랑드르)      | 11        |
| 벨기에 싱글 차트 (왈로니아)      | 34        |
| 브라질 빌보드 핫 100             | 1         |
| 불가리아 에어플레이 차트         | 5         |
| 캐나디안 핫 100                  | 2         |
| 체코 에어플레이 차트             | 13        |
| 덴마크 싱글 차트                 | 21        |
| 네덜란드스 탑 40                 | 8         |
| 유러피언 핫 100 싱글             | 20        |
| 프랑스 싱글 차트                 | 68        |
| 프랑스 디지털 싱글 차트          | 43        |
| 헝가리 에어플레이 차트           | 14        |
| 아일랜드 싱글 차트               | 4         |
| 이스라엘 싱글 차트               | 2         |
| 이탈리아 싱글 차트               | 10        |
| 재팬 핫 100                      | 25        |
| 뉴질랜드 싱글 차트               | 2         |
| 노르웨이 싱글 차트               | 19        |
| 슬로바키아 에어플레이 차트       | 20        |
| 한국 가온 디지털 종합 차트       | 47        |
| 한국 가온 디지털 종합 차트(국제) | 8         |
| 스페인 싱글 차트                 | 10        |
| 스웨덴 싱글 차트                 | 40        |
| 스위스 싱글 차트                 | 40        |
| 영국 싱글 차트                   | 7         |
| 영국 알앤비 차트                 | 1         |
| 미국 빌보드 핫 100               | 1         |
| 미국 빌보드 핫 알앤비/힙합 송    | 1         |
| 미국 빌보드 핫 댄스 클럽 플레이  | 1         |
| 미국 빌보드 팝 100               | 2         |
| 미국 빌보드 팝 송                | 1         |
| 미국 빌보드 리드믹 탑 40         | 2         |

| 차트 (2008)                   | 순위 |
| ----------------------------- | ---- |
| 오스트레일리아 싱글 차트      | 74   |
| 오스트레일리아 어반 싱글 차트 | 22   |
| 미국 빌보드 핫 알앤비/힙합 송 | 75   |

| 차트 (2009)                           | 순위 |
| ------------------------------------- | ---- |
| 오스트레일리아 싱글 차트              | 14   |
| 오스트레일리아 어반 싱글 차트         | 6    |
| 벨기에 싱글 차트 (플랑드르)           | 59   |
| 캐나디안 핫 100                       | 19   |
| 네덜란드 탑 40                        | 43   |
| 헝가리 에어플레이 차트                | 73   |
| 아일랜드 싱글 차트                    | 17   |
| 뉴질랜드 싱글 차트                    | 31   |
| 스페인 싱글 차트                      | 38   |
| 스웨덴 싱글 차트                      | 95   |
| 미국 빌보드 핫 100                    | 8    |
| 미국 빌보드 핫 100 에어플레이         | 11   |
| 미국 빌보드 핫 디지털 송              | 6    |
| 미국 빌보드 핫 댄스 클럽 플레이 송    | 30   |
| 미국 빌보드 핫 알앤비/힙합 송         | 6    |
| 미국 빌보드 핫 링톤                   | 31   |
| 미국 빌보드 팝 송                     | 19   |
| 미국 빌보드 리드믹 송                 | 22   |
| 세계 디지털 판매량 (국제음반산업협회) | 7    |

| 차트 (2010)                      | 순위 |
| -------------------------------- | ---- |
| 오스트레일리아 어반 싱글 차트    | 29   |
| 한국 가온 디지털 종합 차트(국제) | 36   |

| 차트 (2000–09)                | 순위 |
| ----------------------------- | ---- |
| 오스트레일리아 싱글 차트      | 39   |
| 미국 빌보드 핫 100            | 99   |
| 미국 빌보드 핫 알앤비/힙합 송 | 16   |

## 인증
| 국가                                                  | 인증        | 판매량/출하량 |
| ----------------------------------------------------- | ----------- | ------------- |
| 오스트레일리아 (ARIA)                                 | 5× 플래티넘 | 350,000       |
| 캐나다 (뮤직 캐나다)                                  | 2× 플래티넘 | 160,000*      |
| 덴마크 (IFPI Danmark)                                 | 골드        | 15,000^       |
| 이탈리아 (FIMI)                                       | 골드        | 15,000*       |
| 멕시코 (AMPROFON)                                     | 골드        | 30,000*       |
| 뉴질랜드 (RMNZ)                                       | 플래티넘    | 15,000        |
| 스페인 (PROMUSICAE)                                   | 플래티넘    | 40,000^       |
| 영국 (BPI)                                            | 플래티넘    | 704,000       |
| 미국 (RIAA)                                           | 4× 플래티넘 | 5,000,000     |
| 마스터톤                                              |             |               |
| 캐나다 (뮤직 캐나다)                                  | 플래티넘    | 40,000^       |
| 미국 (RIAA)                                           | 플래티넘    | 1,000,000^    |
| 뮤직비디오                                            |             |               |
| 캐나다 (뮤직 캐나다)                                  | 플래티넘    | 10,000^       |
| *판매량을 기반으로 한 인증 ^출하량을 기반으로 한 인증 |             |               |

## 발매일
| 국가           | 일자             | 포맷                     | 레이블              |
| -------------- | ---------------- | ------------------------ | ------------------- |
| 미국           | 2008년 10월 13일 | 리드믹 컨템포러리 라디오 | 컬럼비아, 뮤직 월드 |
| 미국           | 2008년 10월 13일 | 어반 컨템포러리 라디오   | 컬럼비아, 뮤직 월드 |
| 대한민국       | 2008년 10월 28일 | 디지털 다운로드          | 소니 뮤직           |
| 오스트레일리아 | 2008년 11월 7일  | CD 싱글, 디지털 다운로드 | 소니 BMG            |
| 뉴질랜드       | 2008년 11월 7일  | CD 싱글, 디지털 다운로드 | 소니 BMG            |
| 독일           | 2008년 11월 7일  | CD 싱글, 디지털 다운로드 | 소니 BMG            |
| 미국           | 2009년 2월 10일  | 댄스 리믹스 다운로드     | 컬럼비아, 뮤직 월드 |
| 오스트리아     | 2009년 2월 16일  | 댄스 리믹스 다운로드     | 소니 뮤직           |
| 벨기에         | 2009년 2월 16일  | 댄스 리믹스 다운로드     | 소니 뮤직           |
| 캐나다         | 2009년 2월 16일  | 댄스 리믹스 다운로드     | 소니 뮤직           |
| 덴마크         | 2009년 2월 16일  | 댄스 리믹스 다운로드     | 소니 뮤직           |
| 핀란드         | 2009년 2월 16일  | 댄스 리믹스 다운로드     | 소니 뮤직           |
| 프랑스         | 2009년 2월 16일  | 댄스 리믹스 다운로드     | 소니 뮤직           |
| 아일랜드       | 2009년 2월 16일  | 댄스 리믹스 다운로드     | 소니 뮤직           |
| 이탈리아       | 2009년 2월 16일  | 댄스 리믹스 다운로드     | 소니 뮤직           |
| 멕시코         | 2009년 2월 16일  | 댄스 리믹스 다운로드     | 소니 뮤직           |
| 네덜란드       | 2009년 2월 16일  | 댄스 리믹스 다운로드     | 소니 뮤직           |
| 노르웨이       | 2009년 2월 16일  | 댄스 리믹스 다운로드     | 소니 뮤직           |
| 포르투갈       | 2009년 2월 16일  | 댄스 리믹스 다운로드     | 소니 뮤직           |
| 스페인         | 2009년 2월 16일  | 댄스 리믹스 다운로드     | 소니 뮤직           |
| 스웨덴         | 2009년 2월 16일  | 댄스 리믹스 다운로드     | 소니 뮤직           |
| 스위스         | 2009년 2월 16일  | 댄스 리믹스 다운로드     | 소니 뮤직           |
| 영국           | 2009년 2월 16일  | 댄스 리믹스 다운로드     | 컬럼비아, 뮤직 월드 |
| 영국           | 2009년 2월 16일  | CD 싱글                  | RCA 레코드          |